# Les Chiennes savantes
Les Chiennes savantes est un roman de Virginie Despentes paru en 1996 chez Florent Massot.

## Résumé
Ce roman est une plongée dans les milieux les plus controversés du sexe (féminin) : peep-show, pornographie, prostitution, sur fond de meurtres et d'enquêtes policières.

## Écriture
Le titre met en place un parallèle avec Les Femmes savantes de Molière, se jouant ainsi des codes de la féminité et de la bienséance.

## Éditions
- Les Chiennes savantes, Florent Massot, 1996 - rééd. J'ai lu, 1997, 1999.
- Les Chiennes savantes, Grasset, 2001.